# Фестон
Фестон (на френски: Feston, на италиански: Festone, от латински: Festo – празнична гирлянда; на латински: festum – празничен) е украшение, което е широко разпространено в почти всички жанрове на изобразителното и приложното изкуство, особено в архитектурата и интериорния дизайн, както и в шивашкото изкуство.
Фестон в шивашкото изкуство се нарича декоративен елемент – бордюр (ива, ивица) във вид на малки дъги по края на дреха, покривка и под; ивица в низходящ образец под формата на листа, цветя, стъпаловидни зъби, равнобедрени триъгълници и др.
Древните гърци и римляни по религиозни и други празници (на латински: festum) украсявали сгради, отвори, глави на жертвени животни с фестони (виж също: гирлянда).

## Характеристики и разпространение
Този чисто декоративен елемент се използва в архитектурата, стенописната и декоративна живопис, като мотив за тапети, мебели и златарски изделия, най-често под формата на гирлянда, изработена като релеф или нарисувана в стил тромп лой, с една и множество свободно провиснали дъги, чиито краища висят надолу. Обикновено тази гирлянда изглежда уж държана от два или повече уж застопоряващи елемента – в Античността, например, това са били черепи на лъвове, овни или бикове, докато в Новото време – капители. Свободно окачените фестони са по-рядко срещани.
Гирляндата, образуваща фестона, може да се изработи с множество мотиви, според които може да бъдат различени фестони с лента, с цвете, с цвят (на цвете), с листо или с плод. Популярни мотиви на листа са лаврови, дъбови листа и лозови ластри.

Фестоните се появяват през IV век пр.н.е. в елинистическата архитектура. Силно разпространени са в римската архитектура и стенопис. Като украшение върху представителни вази или надгробни камъни, този елемент многократно се използва и в Новото време. През 18-и и 19 век той е бил част от декоративния репертоар на представителния интериорен дизайн като цяло.
- Детайл на еленистичен мозаичен панел на под от 2 век пр. н. е. в Пергамския музей в Берлин, Германия.
- Стенопис в римска вила с гирлянди и букранион, около 50-40 г. пр. н. е., в Музей на изкуството „Метрополитън“ (Ню Йорк, САЩ)
- Фриз с фестони и букраниони в Ефеския археологически музей (Селчук, Турция)
- Богато украсен римски саркофаг, с два фестона, около 125–130 г. пр. н. е., в Лувъра (Париж)
- Два фестона на входа на барокова църква в Париж.
- Фестон на врата в гр. Лвов (Украйна)
- Фестон от плодове на Опера Гарние (Париж)
- Два офорта на две конструкции на фестони, 1694 г., в Музей на изкуството „Метрополитън“ (Ню Йорк, САЩ)
- Скица на фриз с венец и фестони, 18 век, в Музей на изкуството „Метрополитън“ (Ню Йорк, САЩ)
- Порцеланов чайник с релефи на фестони, 1720–1727 г., в Музей на изкуството „Метрополитън“ (Ню Йорк, САЩ)
- Капител в коринтски стил с ангели, който украсява фестон с крилете си, в Австрия

## Текстилна обработка
Освен в горе упоменатата форма, разпространена върху архитектурни елементи и мебели, фестонът се среща и в шивашкото изкуство като бордюр (ива, ивица) във вид на малки дъги по края на дреха, покривка, кърпи, пердета и пр. с декоративна цел. Те могат да бъдат ръчно изработена или механично изготвена пасмантерия, която е направена в различни стилове и техники. Така например фесонни бордюри могат да са направени като брюкселска плетка, плетка на една кука, плетка на две куки или бродерия.